# Xanthorhoe fidonaria
Xanthorhoe fidonaria är en fjärilsart som beskrevs av Otto Staudinger 1892. Xanthorhoe fidonaria ingår i släktet Xanthorhoe och familjen mätare. Inga underarter finns listade i Catalogue of Life.